# 奥拉维尔·索尔斯
奥拉维尔·特里格瓦松·索尔斯（Ólafur Tryggvason Thors，1892年1月19日—1964年12月31日），冰岛独立党政治家，从1934年到1961年长期领导独立党，6次担任冰岛总理：
- 1942年5月16日－1942年12月16日
- 1944年10月21日－1947年2月4日
- 1949年12月6日－1950年3月14日
- 1953年9月11日－1956年7月24日
- 1959年11月20日－1961年9月8日
- 1961年9月8日－1963年11月14日

奥拉维尔·索尔斯从1926年直到1964年去世，一直是冰岛议会议员，他的第一个部长级职位是1932年11月14日到12月23日的司法部长，此后历任工业事务部长、外交部长和社会部长等职务。他出席了1947年和1948年的联合国大会。